# NGC 4873
NGC 4873 (również PGC 44621) – galaktyka soczewkowata (S0), znajdująca się w gwiazdozbiorze Warkocza Bereniki. Odkrył ją Heinrich Louis d’Arrest 10 maja 1863 roku.